# WindowsWear
 (juillet 2015).
WindowsWear est une société de technologie de mode fondée en 2012, dont le siège se trouve à New York, qui dévoile en temps réel les vitrines dans les grandes villes mondiales.

## WindowsWear PRO
WindowsWear PRO est utilisé par des détaillants, stylistes et créateurs ainsi que des écoles et universités telles que l'université de l'Alabama, Berkeley College, EBC Hochschule, FIT, 
Genesee College, George Brown College, Laboratory Institute of Merchandising, The Planning and Visual Educational Partnership, Milwaukee Area Technical College,Seneca College, Sheridan College et l’Université du Québec à Montréal.

## Fashion Window Walking Tour
WindowsWear Fashion Window Walking Tours est un tour réalisé à pied présentant les vitrines de mode à New York,,. 

## WindowsWear Workshop
WindowsWear Workshop est un séminaire intensif organisé sur trois jours. Les thèmes présentés incluent visual merchandising, conception de magasin de détail, tendances, et concepts.

## WindowsWear Awards
The WindowsWear Awards est un évènement annuel récompensant les meilleures vitrines chaque année dans différentes catégories. Les récompenses présentent différentes catégories telles que meilleure ville, saison ou couleur, et bien d'autres. Les équipes créatives des grandes marques étaient présentes telles que Barneys New York, Bloomingdales, Elie Tahari, Harrods, Kleinfeld Bridal, et Moncler.

## Histoire
WindowsWear a été fondé par Jon Harari et Michael (Mike) Niemtzow, anciens collègues chez Lehman Brothers, de même que Raul Tovar. L'équipe inclut également des photographes basés dans différents pays et villes. WindowsWear lance sa société en novembre 2012, avec Elle comme partenaire de lancement. WindowsWear est financé par des investisseurs venant de compagnie telles que Goldman Sachs, Barclays Capital, Coach, Inc., eBay, et Nomura Securities.

## Média

### Télévision
WindowsWear a été présenté sur Despierta America! d'Univision

### Presse
Un article sur WindowsWear est paru dans le journal USA Today et Wall Street Journal.

### Médias en ligne
Des articles sur WindowsWear ont été publiés sur des sites web de magazines  comme Vogue au Japon  et au Mexique, Elle en Russie et aux États-Unis,, Glamour au Brésil et aux États-Unis,, Lucky Magazine, Women's Wear Daily, South China Morning Post, China EF, StyleMode et Only Ladyen Chine.
Et également sur les sites Time Out New York, Shopify, MasterCard's Love This City, About.com, et
NYC & Company.